# Llista de monuments castellers
La següent llista de monuments castellers tracta sobre els diferents monuments dedicats als castellers i el món casteller. En l'actualitat hi ha dotze monuments castellers, situats en sis comarques de Catalunya i vuit poblacions diferents. Barcelona és l'únic municipi que té tres monuments d'aquestes característiques, Valls i Torredembarra en tenen dos i la resta de localitats —Altafulla, Sitges, Tarragona, El Vendrell i Vilafranca del Penedès— en tenen un.
D'aquests dotze monuments n'hi ha vuit que representen la totalitat d'un castell i quatre més que simbolitzen altres aspectes de l'activitat de fer castells. D'entre aquests vuit primers, l'estructura més repetida és el pilar, reproduïda en un total de cinc escultures: hi ha un pilar de 8 amb folre i manilles, dos pilars de 6 i dos pilars de 5. També hi ha dos 4 de 8, un 4 de 9 sense folre i un 2 de 7, ambdues últimes construccions esculpides al Monument als Xiquets de Valls conjuntament amb un pilar de 6. L'altra construcció, Homenatge als castellers, es tracta d'un castell conceptual sense que se'n pugui determinar l'estructura i els pisos d'alçada. Els quatre monuments restants, situats a Barcelona, Valls i Torredembarra, representen un pom de dalt, les petjades d'una pinya i diversos elements castellers, un home i un infant castellers, i un enxaneta respectivament.

## Monuments
La taula següent mostra el nom, la ubicació, la població, la data d'inauguració, l'autor, el material, la representació, les coordenades geogràfiques i una imatge de cadascun dels diferents monuments castellers.
| Monument                      | Ubicació                                                                         | Població                             | Inauguració                                             | Autor                                                                     | Material                                 | Representació                                       | Coordenades                                                  | Imatge                                           |
| ----------------------------- | -------------------------------------------------------------------------------- | ------------------------------------ | ------------------------------------------------------- | ------------------------------------------------------------------------- | ---------------------------------------- | --------------------------------------------------- | ------------------------------------------------------------ | ------------------------------------------------ |
| El casteller                  | Plaça del Pati                                                                   | Valls (Alt Camp)                     | 1951 (Festes Decennals de la Mare de Déu de la Candela) | Josep Busquets i Òdena                                                    | Pedra (originalment) Bronze (actualment) | Home i nen castellers                               | 41° 17′ 8.45″ N, 1° 15′ 2.11″ E / 41.2856806°N,1.2505861°E   | El casteller                                     |
| Monument als castellers       | Plaça de Jaume I                                                                 | Vilafranca del Penedès (Alt Penedès) | 30 d'agost de 1963 (Diada de Sant Fèlix)                | Josep Cañas i Cañas                                                       | Pedra calcària                           | Pilar de 5                                          | 41° 20′ 49.57″ N, 1° 41′ 47.27″ E / 41.3471028°N,1.6964639°E | Monument als castellers (Vilafranca del Penedès) |
| Monument als Xiquets de Valls | Passeig dels Caputxins                                                           | Valls (Alt Camp)                     | 22 de juny de 1969                                      | Josep Busquets i Òdena                                                    | Gres                                     | 4 de 9 sense folre Pilar de 6 2 de 7                | 41° 17′ 14.86″ N, 1° 15′ 5.69″ E / 41.2874611°N,1.2515806°E  | Monument als castellers (Valls)                  |
| Monument als Castellers       | Plaça dels Castellers de la Blanca Subur                                         | Sitges (Garraf)                      | 10 d'octubre de 1974                                    | Juan Gallego                                                              | Pedra tova                               | Pilar de 5                                          | 41° 14′ 17.5″ N, 1° 49′ 2.89″ E / 41.238194°N,1.8174694°E    | Monument als Castells(Sitges)                    |
| Quatre de vuit del Vendrell   | Avinguda de Jaume Carner                                                         | El Vendrell (Baix Penedès)           | 1976 (50è aniversari dels Nens del Vendrell)            | Josep Cañas i Cañas                                                       | Pedra calcària                           | 4 de 8                                              | 41° 12′ 49.61″ N, 1° 32′ 6.14″ E / 41.2137806°N,1.5350389°E  |                                                  |
| Als castellers. Pilar de 6    | Plaça de la Vila                                                                 | Torredembarra (Tarragonès)           | 1 de novembre de 1981 (Diada dels Nois de la Torre)     | Francesc Olivé                                                            | Bronze                                   | Pilar de 6                                          | 41° 8′ 41.02″ N, 1° 23′ 46.88″ E / 41.1447278°N,1.3963556°E  |                                                  |
| Monument de David Sánchez     | Carrer de Pompeu Fabra                                                           | Torredembarra (Tarragonès)           | 17 de març de 1985                                      | Carles Planas i Pons                                                      | Pedra                                    | Enxaneta                                            | 41° 8′ 41.8″ N, 1° 24′ 21.6″ E / 41.144944°N,1.406000°E      |                                                  |
| Pilar de vuit                 | Plaça del Pou                                                                    | Altafulla (Tarragonès)               | 12 de novembre de 1989 (Festa Major de Sant Martí)      | Martí Royo i Tárraga                                                      | Terracota                                | Pilar de 8 amb folre i manilles                     | 41° 8′ 31.94″ N, 1° 22′ 35.98″ E / 41.1422056°N,1.3766611°E  | Monument als castellers (Altafulla)              |
| Pom de dalt                   | Unitat de Traumatologia i Rehabilitació de l'Hospital Universitari Vall d'Hebron | Barcelona (Barcelonès)               | 8 d'agost de 1993                                       | Francesc Anglès i Garcia                                                  | Bronze                                   | Pom de dalt                                         | 41° 25′ 38.6″ N, 2° 8′ 25.89″ E / 41.427389°N,2.1405250°E    | Pom de dalt (Barcelona)                          |
| Monument als castellers       | Rambla Nova                                                                      | Tarragona (Tarragonès)               | 29 de maig de 1999                                      | Francesc Anglès i Garcia                                                  | Bronze                                   | 4 de 8                                              | 41° 7′ 4.19″ N, 1° 14′ 52.58″ E / 41.1178306°N,1.2479389°E   | Monument als castellers (Tarragona)              |
| Castellers de Sants           | Plaça de Bonet i Muixí                                                           | Barcelona (Barcelonès)               | 29 de gener de 2011                                     | Escultor: Josep Peraire Arquitecte: Manuel Sangenís, Josep Maria Rosselló | Pedra, formigó                           | Petjades d'una pinya i diversos elements castellers | 41° 22′ 27.81″ N, 2° 8′ 11.33″ E / 41.3743917°N,2.1364806°E  | Castellers de Sants (Barcelona)                  |
| Homenatge als castellers      | Plaça de Sant Miquel                                                             | Barcelona (Barcelonès)               | 12 de febrer de 2012 (Festes de Santa Eulàlia)          | Antoni Llena i Font                                                       | Acer inoxidable, formigó                 | Castell conceptual                                  | 41° 22′ 55.28″ N, 2° 10′ 37.1″ E / 41.3820222°N,2.176972°E   | Monument als castellers (Barcelona)              |